# گل‌کوب پهلوسیاه
گل‌کوب پهلوسیاه (نام علمی: Dicaeum monticolum) نام یک گونه از سرده گل‌کوب‌های اصلی است.